# Epoksidi
Epoksidi (oksirani) su ciklički eteri, spojevi koji u tročlanome prstenu sadržavaju kisikove atome. Najjednostavniji je etilen-oksid (epoksietan, C2H4O) - bezbojan, zapaljiv plin, tališta -111 °C, a vrelišta 13,5 °C.